# Сауле (станция)
Са́уле (латыш. Saule) — железнодорожная станция на линии Рига — Лугажи, ранее являвшейся частью Псково-Рижской железной дороги. Станция создана в 1900 году, до 1919 года носила название Саулек (Saulek).
Находится на территории Валкской волости (Валкский край) близ села Сауле между остановочным пунктом Седа и станцией Лугажи.

## Движение поездов
С декабря 2019 года станция не используется для пассажирского сообщения. Пассажирские дизель-поезда Рига — Валга, ранее останавливавшиеся на станции, теперь проходят её без остановки.